# Uvaria commersoniana
Uvaria commersoniana este o specie de plante angiosperme din genul Uvaria, familia Annonaceae, descrisă de Henri Ernest Baillon. Conform Catalogue of Life specia Uvaria commersoniana nu are subspecii cunoscute.